# クルト・ヴェルター
クルト・ヴェルター（ドイツ語: Kurt Welter, 1916年2月25日 - 1949年3月7日）は、第二次世界大戦時のドイツ空軍の戦闘機のエース・パイロットであり、第二次世界大戦で最も戦果を上げた「ジェット機使い」である。エース・パイロットとは空中戦で5機以上の敵機を撃墜した軍人パイロットを呼び表す呼称である。ヴェルターは僅か93回の作戦行動で合計63機の撃墜を記録した。撃墜記録のうち56機は夜間戦闘での戦果で、その中には33機のモスキートが含まれている。ジェット戦闘機に搭乗して挙げた戦果としてはヴェルターの記録が航空史上でも最多である。

## 人物
ヴェルターは1916年2月25日にケルン＝リンデンタール（Köln-Lindenthal）で生まれ、1934年にドイツ空軍に入隊しパイロットとしての訓練を受けた。ヴェルターはパイロットとしての天性の素質を発揮したため飛行教官の訓練生に選ばれ、その後多年にわたり飛行教官を務めた。1943年にヴァルターは従来のピストン・エンジン付の戦闘機を運用する実働の夜間戦闘機部隊に異動した。1944年10月18日、40回の作戦行動に出撃した後でヴェルターは騎士鉄十字勲章を授与された。1945年の初めにヴェルターはメッサーシュミット Me262を運用する夜間ジェット戦闘機の実験部隊に異動となり、1945年3月11日に48機撃墜の戦果で柏葉付騎士鉄十字勲章を授与された。ヴェルターは戦争を生き延びたが1949年3月7日に事故で死亡した。

## 生涯
クルト・ヴェルターはケルン＝リンデンタールで生まれ、1934年10月1日にドイツ空軍に入隊しパイロットとしての訓練を受けた。そのパイロットとしての技量のため飛行教官の養成訓練を受けた。第二次世界大戦中、ヴェルターは1940年8月1日に軍曹（Feldwebel）に昇進すると飛行訓練学校の第63飛行訓練連隊（Flieger-Ausbildungs-Regiment 63）に異動し、その後クヴェトリンブルクにある飛行教官養成学校に移った。この学校でヴェルターは、曹長（Oberfeldwebel）時代の1943年8月10日に夜間戦闘機の教官としてアルテンブルクの第10計器飛行学校（Blindflugschule 10）に異動するまで務めた。
1943年9月2日にヴェルターは夜間戦闘機部隊の第301戦闘航空団（JG 301）／第5飛行中隊に異動となった。この部隊は、大多数がレーダー装置を装備していない単座のFw 190A-5とFw 190A-6を夜間に運用するヴィルデ・ザウ（猪）と呼ばれる戦法を実施する実験部隊であった。ヴェルターの連合国軍爆撃機に対するヴィルデ・ザウでの最初の迎撃任務は1943年9月22日夜で2機の4発爆撃機を撃墜し、1943年10月3日夜の3回目となる出撃では更に2機を撃墜した。1944年春までにヴェルターは僅か15回の出撃で17機の戦果を記録しており、1944年5月10日にドイツ十字章金章を授与された。少尉となったヴェルターは1944年7月7日に第300戦闘航空団（JG 300）／第5飛行中隊に異動した。
7月にヴェルターはアメリカ陸軍航空軍（USAAF）の2機のボーイング B-17 4発爆撃機と3機のノースアメリカン P-51戦闘機を1日で撃墜した。1944年7月24日からヴェルターは、更なるヴィルデ・ザウ戦法を行うために第10夜間戦闘航空団（NJG 10）／第1飛行中隊に異動し、1944年8月29日には自身の24機目から27機目の戦果となる英空軍（RAF）のアブロ ランカスター 4発爆撃機を4機撃墜した。
1944年9月4日にヴェルターは、英空軍の双発モスキート爆撃機の追撃用に設立され、速度性能に特化して最適化されたメッサーシュミットBf109G-6/AS型機を装備したJG 300／第10飛行中隊に異動した。ヴェルターは9月に体当たりで落とした1機を含む合計7機のモスキートを撃墜した。NJG 10／第1中隊とJG 300／第10飛行中隊の所属時にヴェルターは僅か18回の作戦行動で12機の戦果を記録した。1944年9月14日夜のヴェルターの戦果にメンヒェングラートバッハとライトを攻撃した300機の爆撃機を率いていた飛行団長のガイ・ギブソンの乗機が含まれているかもしれない。ギブソンのモスキートはオランダのスティーンベルフに墜落した。ヴェルターは当夜にモスキートを撃墜した唯一のドイツ軍のパイロットであり、ギブソンのモスキートはその夜に失われた唯一のモスキートであった。1944年10月18日にヴェルターは僅か40回の出撃で33機を撃墜した功により騎士鉄十字勲章を授与された。

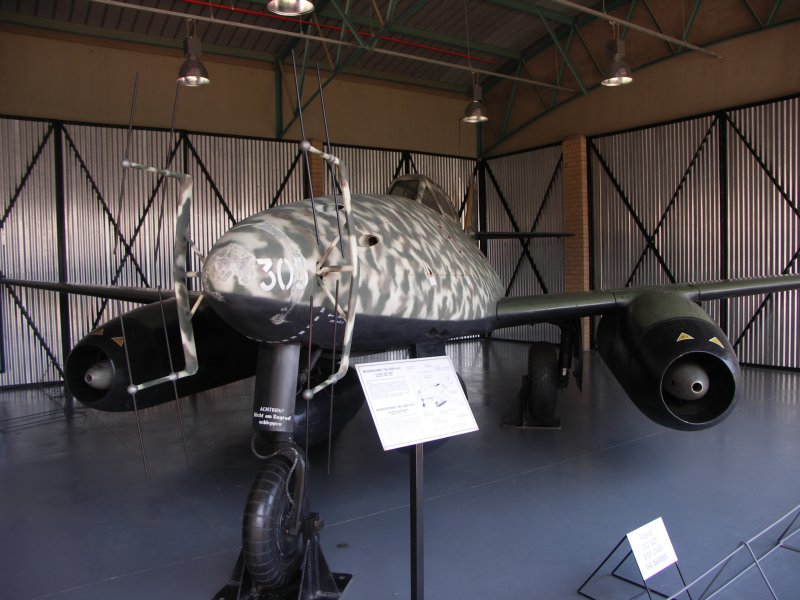
レーダーを装備したMe 262B-1a/U1

1944年11月2日にヴェルターは、以前の所属部隊の再編成された第11夜間戦闘航空団（NJG 11）／第II飛行隊に異動となり、マクデブルク近郊のブルク（Burg）で夜間に英空軍のモスキートを迎撃する任務に就いた（1944年11月2日 - 1945年4月12日）。レヒリン＝レルツ（Rechlin-Lärz）の外に拠点を移し作戦行動に出るようになったヴェルター中尉は1944年12月12日に積みあがっていくモスキートの撃墜記録に1機のランカスター爆撃機を加えた。1945年1月28日にNJG 11／第10飛行中隊はブルク＝マクデブルク（Burg-Magdeburg）で、最初にその創設者に因んでシュタンプ特殊部隊（Sonderkommando Stamp）と改称され、後にヴェルター特殊部隊（Sonderkommando Welter）と改称された。この部隊はメッサーシュミットMe 262ジェット戦闘機を装備しており、ヴェルターのMe 262に搭乗しての最初の戦果は1945年1月5日夜に挙げられた。ヴェルターはMe 262に搭乗している時期に夜間戦闘で20機以上のモスキートと2機の4発爆撃機を、昼間戦闘で更に2機のモスキートを撃墜した。ヴェルターはSN-2 リヒテンシュタイン・レーダーを搭載したMe 262 B-1a/U1の試作機をテストしていたが、ジェット機による20機以上の戦果の大部分はレーダー非搭載の標準のMe 262で記録されたものであった。ヴェルターは1945年3月11日に48機撃墜の功で柏葉付騎士鉄十字勲章を授与された。
公式にはクルト・ヴェルターの戦果は93回の出撃で63機撃墜、内56機が夜間戦闘でのもので7機が昼間戦闘でのものである。63機の撃墜数には最高33機のモスキートが含まれている。Me 262の搭乗時に記録された正確な撃墜数に関しては幾らか論争が残されており、RAFの記録と一致するモスキートの撃墜数は僅か3機に過ぎず、過剰申告の可能性がある。ヴェルターは戦争を生き延び戦後砂糖工場に勤めた。しかし、1949年3月7日にシュレースヴィヒ＝ホルシュタイン州のレックで踏み切りの通過待ちをしていたところ通過する列車から不適切に積載されていた材木が崩れ落ちヴェルターの車を直撃した。

## 受勲
- 国防軍勤続章4級（Dienstauszeichnung 4th Class） (1938)[11]
- 空軍名誉杯（1944年3月20日）[3]
- 空軍前線飛行章金章・夜間戦闘機パイロット[11]
- ドイツ十字章金章（1944年5月10日）：第301戦闘航空団／第5飛行中隊の「士官候補生-曹長」（Fahnenjunker-Oberfeldwebel）として[12]
- 鉄十字章（1939）
  - 2級（1943年10月5日）[11]
  - 1級（1943年10月28日）[11]
- 柏葉・剣付騎士鉄十字章
  - 騎士鉄十字章（1944年10月18日）：第300戦闘航空団／第10飛行中隊パイロットの少尉として[13][脚注 3]
  - 柏葉 第769号（1945年3月11日）：第10夜間戦闘航空団／第10飛行中隊の飛行中隊長の中尉として[13][15]